# Le Moulin Rouge
Le Moulin Rouge – ou Place Blanche  (Terrasse de café) – est un tableau réalisé vers 1896 par le peintre français Pierre Bonnard. De format vertical, cette peinture à l'huile sur bois est une scène de genre nocturne qui représente la terrasse bondée d'un café parisien donnant sur la place Blanche, avec à l'arrière-plan le moulin à vent qui domine l'entrée du Moulin-Rouge. L'œuvre est conservée à la Fondation Bemberg, un établissement muséal toulousain constitué autour de l'ancienne collection privée de Georges Bemberg.